# Уехавший остался дома
«Уехавший остался дома» (исп. Le ausente en su lugar) — комедия испанского драматурга Лопе де Веги, написанная предположительно в первые годы XVII века. Была впервые опубликована в IX части собрания комедий Лопе, изданной в Барселоне в 1617 году. Действие пьесы происходит в Толедо в современную автору эпоху.